# I'll Be There for You (canción de Bon Jovi)
«I'll Be There for You» (en español: «Estaré ahí por ti») es el título de una power ballad interpretada por la banda de rock estadounidense Bon Jovi, incluida en su cuarto álbum de estudio, New Jersey (1988). La empresa discográfica Mercury Records la lanzó el 20 de febrero de 1989 como tercer sencillo del álbum. La canción fue escrita por el líder y vocalista de la banda Jon Bon Jovi y coescrita por el guitarrista principal Richie Sambora, fue producida por Bruce Fairbairn.
La canción se convirtió en el cuarto y último sencillo número uno para la banda en la lista del Billboard Hot 100 en los Estados Unidos, mientras que alcanzó el quinto puesto en el Mainstream Rock Tracks.

## Antecedentes
Canción originalmente lanzada en 1988, el sencillo se convirtió en el primero de los tres sencillos de New Jersey en ser publicado en 1989. La canción no duró mucho en ganar popularidad, debido a que tanto el grupo como la música de hard rock estaba en su máximo punto de popularidad. 
La canción fue comparada musical y melódicamente con la canción «Don't Let Me Down» del exintegrante de The Beatles, John Lennon.

## Video musical
El video de la canción muestra a la banda tocando en un escenario oscuro con un tono monocromático de color azul debido a la iluminación de la época, con los primeros planos de cada miembro, en especial el cantante Jon Bon Jovi y el guitarrista Richie Sambora. La cara del guitarrista a lo largo del videos se encuentra persistente en la sombra. A medida que el video avanza, se muestran escenas en blanco y negro de la banda tocando en el antiguo Estadio Wembley en Londres, Inglaterra.

## Posicionamiento
| Lista (1989-1990)                       | Máxima posición |
| --------------------------------------- | --------------- |
| Alemania (Media Control AG)             | 67              |
| Australia (ARIA)                        | 23              |
| Bélgica (Flandes) (Ultratop 50)         | 29              |
| Canadá (RPM Top Singles)                | 2               |
| Estados Unidos (Billboard Hot 100)      | 1               |
| Estados Unidos (Mainstream Rock Tracks) | 5               |
| Francia (SNEP)                          | 68              |
| Irlanda (IRMA)                          | 6               |
| Nueva Zelanda (Recorded Music NZ)       | 16              |
| Reino Unido (UK Singles Chart)          | 18              |
| Suiza (Schweizer Hitparade)             | 15              |

### Sucesión en listas
| Predecesor: «Like a Prayer» de Madonna | U.S. Billboard Hot 100 — Sencillo N°. 1 13 de mayo de 1989 - 19 de mayo de 1989 | Sucesor: «Forever Your Girl» de Paula Abdul |